# Grigory Sokolov
Pour les articles homonymes, voir Sokolov.
Grigory Lipmanovitch Sokolov (en russe : Григорий Липманович Соколов), né à Leningrad (Union Soviétique) le 18 avril 1950, est un pianiste russe naturalisé espagnol, considéré comme l'un des plus brillants de sa génération.

## Biographie
Il est l'enfant de Lipman Sokolov (1905-1979) et de Galina Nikolayevna Zelenetskaya (1916-1985). Son père, employé dans l'usine d'appareils radio de N. G. Kozitsky,, est également violoniste amateur. Il entreprend l'étude du piano dès l'âge de cinq ans, suscitant l'attention du monde musical russe pour ses dons extraordinaires et précoces. À l'âge de sept ans, il est admis au conservatoire de Léningrad dans la classe de Leah Zelikhman (en), avec qui il travaille pendant onze ans. Il donne son premier concert à l'âge de douze ans.
En 1966, tout juste âgé de seize ans, Sokolov s'impose au monde musical comme l'un des talents les plus intéressants et les plus prometteurs de sa génération en remportant le Premier Prix du Concours international Tchaïkovski à l'unanimité du jury, présidé cette année-là par Emil Gilels. Il devient ensuite l'élève de Moiseï Khaifin et commence une brillante carrière internationale, notamment aux États-Unis. À partir de 1975, il enseigne au Conservatoire de Leningrad.

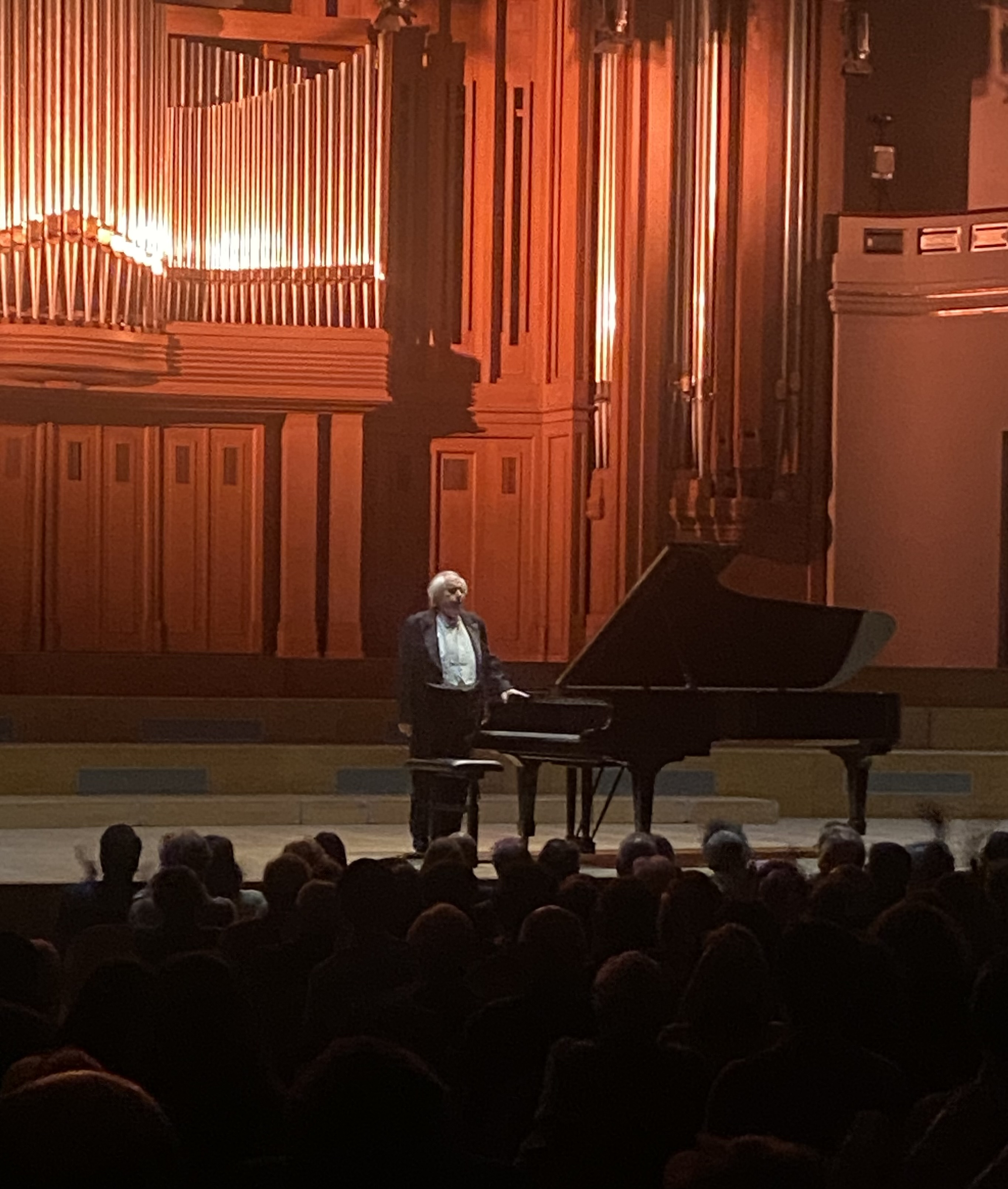
Grigory Sokolov au Palais des Beaux-Arts (Bruxelles) le 04/11/2022.

Il est très apprécié d'une très grande partie du public et de la critique mondiale qui vantent la profondeur de son approche musicale, l'étendue de son répertoire (de William Byrd à Arnold Schönberg), le sérieux et l'originalité de ses intentions musicales ainsi que la précision dans ses réalisations. Toutefois, ses interprétations prenant parfois de grandes libertés avec la partition, une minorité le critique[réf. nécessaire]. Il est invité régulièrement dans les plus importantes salles de concert en Europe, aux États-Unis et au Japon. Il a joué à Londres, Paris, Vienne, Berlin, Amsterdam, Munich, New York, Bruxelles, Madrid.
Il a collaboré avec les orchestres les plus prestigieux, tels les Philharmoniques de New York, de Londres, de Munich, et avec plus de 200 chefs d'orchestre dont Chung Myung-whun, Neeme Järvi, Herbert Blomstedt, Sakari Oramo, Valery Gergiev, Trevor Pinnock. Il ne donne cependant plus, depuis le début des années 2010, que des récitals solistes.
« L'homme est avant tout un intellectuel : à vingt-deux ans, il enregistrait L'Art de la fugue de J.S. Bach, mais il sait aussi démonter et remonter un piano ; il note scrupuleusement la liste de tous ses concerts, la marque et le numéro du piano sur lequel il a joué. Parmi ses passions : le vin, la peinture et la littérature. »

## Enregistrements
Sokolov mène avec le label Melodiya, et plus récemment avec Opus 111, des enregistrements de ses concerts dont la critique ne cesse de faire l'éloge. Ainsi sont nés des enregistrements historiques de pièces de Bach, Purcell, Rameau, Beethoven, Chopin, Schubert, Brahms, Rachmaninov, Prokofiev. Au sujet de son enregistrement de L'Art de la fugue de Bach chez Opus 111 (réalisé entre 1978 et 1981), le critique Bill Newman décrit l'interprétation de Sokolov comme « habitée de hardiesse, de clarté et de brio rythmique [...] celle d'un pianiste fabuleux ». Sa version des Variations Diabelli de Beethoven (chez Opus 111) est également saluée par la critique.
Après quelques années où il refuse de laisser paraître tout enregistrement de ses concerts, il signe un nouveau contrat d'exclusivité avec Deutsche Grammophon : le premier enregistrement sous ce nouveau label est celui de son récital de 2008 au Festival de Salzbourg.
En 2022, il enregistre un disque au Palais Esterházy.